# Hongana manyawa
Los Hongana manyawa, también conocidos como Togutil son un pueblo originario del norte de la isla Halmahera, en Indonesia, con un estilo de vida seminómada. Hongana ma nyawa significa literalmente "la gente del bosque". Viven en las selvas de Totodoku, Tukur-Tukur, Lolobata, Kobekulo y Buli, North Maluku en el Parque nacional de Aketajawe Lolobata. Su estilo de vida depende en gran medida del entorno de la selva. Hablan el idioma tobelo del pueblo que habita en la zona costera. 

## Asentamientos
Sus asentamientos suelen consistir en grupos de comunidades a lo largo de las riberas de los ríos. Hay alrededor de 42 hogares de comunidades que se asentaron a lo largo del río Dodaga, mientras que alrededor de 500 vivían a lo largo del río Akelamo.[5] Sus casas están hechas de madera y bambú con hojas de palmas pelem como techo. Generalmente sus casas no tienen paredes ni piso de madera.
Se estima que alrededor de 500 Hongana manyawa están aislados voluntariamente en el interior de la selva. Los bosques en los que viven los aislados están amenazados por la minería de níquel para la producción de baterías para automóviles eléctricos.

## Estilo de vida
Algunos Togutil continúan usando taparrabos tradicionales, aunque la mayoría ha adoptado ropa moderna. Son cazadores-recolectores tradicionalmente nómadas, cazan jabalíes, ciervos y otros animales, además de pescar. El sagú es su alimento básico.  Practican también la agricultura itinerante, siendo cultivos comunes que se pueden encontrar en sus huertos plátanos, yuca, batatas, papayas y caña de azúcar.  Recolectan huevos, resinas y astas de megapodos para venderlos a la gente de la zona costera.